# Маракуја
Маракуја биљна је врста из породице Passifloraceae. Домовина ове воћке је Парагвај, Бразил и североисточна Аргентина (покрајине Коријентес и Мисионес).
Имена за ову воћку нису јединствена. У Уједињеном Краљевству и САД-у је зову passion fruit, у Аустралији и на Новом Зеланду је passionfruit, у делу Јужне Америке и и Јужној Африци је granadilla, у Израелу је pasiflora, у Венезуели је parchita. Име maracujá је у Бразилу, Еквадору, Перуу и Парагвају, maracuyá у Перуу, Колумбији и Панами, хавајско име је lilikoi, зимбабвески језик шона је зове magrandera, индонезијско име је markisa, а на вијетнамском се зове lạc tiên, chanh dây и chanh leo. Комерцијално се узгаја због свог плода. Узгаја се у крајевима који никад немају мраза у Индији, на Шри Ланци, Новом Зеланду, Карибима, у Бразилу, Колумбији, Еквадору, Индонезији, Перуу, Калифорнији, Флориди, на Хаитију, Хавајима, Аустралији, у источној Африци, Мексику, Израелу, Костарици и у Јужној Африци. 
Облик маракујиног плода може бити округао и овалан. Боја може бити од жуте и тамнољубичасте кад сазри. Тврдоћа може варирати, па плод може бити и мек и тврд. Унутрашњи део плода је сочан и пун бројним семеном. Плод се може јести, од њега се прави сок, а често се додаје другим врстама воћа ради побољшања укуса. Да би се јело воће, требало би се зрели плод оставити неколико дана ради повећања нивоа слаткоће и побољшања укуса.
Два појавна облика маракује се разликују по спољном изгледу. Светложута врста је позната као златна маракуја (енгл. Golden Passion Fruit). Може нарасти до величине грејпфрута. Кора је глатка, сјајна. Користи се као подлога за љубичасту маракују у Аустралији. Тамнољубичаста маракуја је мања од лимуна, мање је кисела од жуте маракује, а богатија је укусима и мирисима.
У Колумбији се љубичаста маракуја зове gulupa, ради разликовања од жуте маракује.
Откривено је да љубичасте врсте садрже трагове цијаногеничних гликозида у кори.

## Галерија
- Попречни пресек љубичасте маракује
- Џем од маракује
- Жута маракуја
 (P. edulis var. flavicarpa)
- Љубичаста маракуја
- Разлика у величини између жуте и љубичасте маракује
- Незрео плод
- Љубичаста маракуја на Тајланду